# Белорусская государственная академия музыки
Белорусская государственная академия музыки — высшее музыкально-педагогическое учебное заведение и научный центр музыковедения, фольклористики, эстетики, музыкальной педагогики в г. Минске, столице Республики Беларусь.

## История
Основана в 15 ноября 1932 года как Белорусская государственная консерватория на основе Белорусского музыкального техникума, существовавшего с 1924 года. Подчинялась Народному комиссариату просвещения БССР. 4 января 1934 года ей было присвоено имя А. В. Луначарского.
В 1966 году создана кафедра оперно-симфонического дирижирования, которую возглавил В. В. Катаев. В 1983 году за заслуги в подготовке музыкальных кадров Белорусская государственная консерватория имени А. В. Луначарского награждена орденом Дружбы народов.
В 1992 году преобразована в Белорусскую академию музыки. 30 сентября 1997 года зарегистрировано официальное наименование юридического лица — Белорусская государственная академия музыки.
В 2000 году Белорусской государственной академии музыки был присвоен статус ведущего вуза в отрасли музыкального искусства в национальной системе образования Республики Беларусь.
В 2002 году Белорусская государственная академия музыки награждена Почётной грамотой Совета Министров Республики Беларусь за большой вклад в развитие музыкального образования и культуры Беларуси, создание национальных композиторской, исполнительской, музыковедческой школ, пропаганду белорусского музыкального искусства в республике и за её пределами и в связи с 70-летием со дня основания.
В 2017 году Белорусская государственная академия музыки награждена Почётной грамотой Совета Министров Республики Беларусь за значительный вклад в развитие музыкального искусства и профессионального музыкального образования.
В 2018 году коллектив Белорусской государственной академии музыки удостоен Специальной премией Президента Республики Беларусь за реализацию масштабных творческих проектов «Талант страны», «Прикосновение», «Пасхальный фестиваль», направленных на развитие способностей талантливых детей и молодёжи.
Основным научно-периодическим изданием академии является журнал «Весці Беларускай дзяржаўнай акадэміі музыкі».

## Структура академии
В состав академии входят:
- 5 факультетов:
  - вокально-хоровой факультет;
  - оркестровый факультет;
  - факультет народных инструментов;
  - фортепианный и композиторско-музыковедческий факультет;
  - факультет повышения квалификации и переподготовки.
- 18 кафедр[13];
- подготовительное отделение;
- оперная студия;
- кабинет традиционных музыкальных культур;
- учебная лаборатория звукозаписи;
- проблемная научно-исследовательская лаборатория музыки;
- нотно-научная библиотека.

Академия размещается в двух учебных корпусах в г. Минске по ул. Интернациональной, 30 и ул. Коммунистической, 9.

## Художественные коллективы академии
- симфонический оркестр «Молодая Беларусь»[15];
- камерный оркестр «Gradus ad Parnassum»[16];
- оркестр духовых инструментов «Фанфары Беларуси»[17];
- оркестр русских народных инструментов[18];
- оркестр белорусских народных инструментов;
- студенческий хор[19];
- ансамбль флейтистов;[20];
- ансамбль цимбалистов «Лилея»[21].

## Ректоры
- 1932—1933 М. П. Казаков.
- 1933—1934 И. П. Присс[22].
- 1934—1936 К. М. Богушевич.
- 1937—1938 О. А. Гантман.
- 1938—1941 М. А. Бергер.
- 1944—1948 Н. И. Аладов.
- 1948—1962 А. В. Богатырёв.
- 1962—1982 В. В. Оловников.
- 1982—1985 И. М. Лученок.
- 1985—2005 М. А. Козинец.
- 2005—2010 А. Ф. Ращупкин.
- 2010—2021 Е. Н. Дулова[23].
- с 2022 — Е. В. Куракина[24].

## Международные связи

### Сотрудничество с международными организациями
- Европейская ассоциация консерваторий, академий и высших школ музыки[25]
- Европейская ассоциация педагогов фортепиано[25]

### Зарубежные ВУЗы, с которыми заключены двусторонние соглашения
- Московская государственная консерватория имени П. И. Чайковского[26]
- Санкт-Петербургская государственная консерватория имени Н. А. Римского-Корсакова (договор о сотрудничестве)[26]
- Казанская государственная консерватория имени Н. Г. Жиганова[26]
- Эстонская академия музыки и театра (договор)[26]
- Академия музыки им. К. Липиньского во Вроцлаве (меморандум)[26]
- Педагогический университет Центрального Китая, Ухань, Хубэй, КНР (договор о сотрудничестве)[26]
- Университет в городе Чжэнчжоу (административный центр провинции Хэнань, КНР)[26]
- Университет в городе Кайфын, провинция Хэнань, КНР (договор о сотрудничестве)[26]

## Международные конкурсы, организуемые академией
- Республиканский открытый конкурс исполнителей фортепианной музыки
- Республиканский открытый конкурс юных и молодых композиторов имени Ю. В. Семеняко
- Республиканский открытый конкурс исполнителей на народных инструментах им. И. Жиновича
- Республиканский открытый конкурс цимбалистов
- Открытый конкурс хоровых дирижёров им. В. Ровдо
- Международный конкурс исполнителей на струнных смычковых инструментах имени М. Ельского
- Международный конкурс исполнителей на духовых и ударных инструментах
- Международный конкурс исполнителей на народных инструментах им. И. Жиновича